# Börtzell
Börtzell är en sedan 1949 utslocknad svensk adelsätt. Namnet fortlever i Sverige med en sidogren, som kallar sig von von Börtzell-Szuch, och som härstammar från en systerson till huvudgrenens siste manlige medlem. 
Den 31 december 2021 var 16 personer med detta namn folkbokförda i Sverige.

## Historik
Ätten Börtzell härstammar från glasmästaren i Stockholm Abraham Burtzell, död 1728. Hans sonson, ämbetsmannen Johan Abraham Börtzell adlades den 5 december 1810 i enlighet med § 37 i 1809 års regeringsform, vilket innebar att endast ättens huvudman var adlig. Ätten introducerades  på Riddarhuset den 16 februari 1811 under nummer 2211.
Adelsvärdigheten ärvdes sedan av en son och därefter i tur och ordning av tre sonsöner till den först adlade. 
Den förste, ingenjören Algernon Börtzell, gjorde sig bemärkt som föreståndare för Generalstabens litografiska anstalt, som hade ensamrätt till tryckning av statligt framställda kartor.
Den tredje sonsonen, Knut Börtzell (1846–1932), bosatte sig i sig på 1870-talet i Sankt Petersburg, men bodde senare i Hangö i Finland, där hans barn föddes. Han uppges ha erhållit rysk friherrlig värdighet under 1890-talet.
Ätten utslocknade på svärdssidan med Knut Börtzells son Casimir Börtzell (1885–1949), vars äktenskap var barnlöst och på spinnsidan med en syster till denne. Casimer Börtzell var vid sin död bosatt i Argentina.

## Sidogrenen
Ovannämnde Casimir Börtzell, som då ännu var ogift, adopterade 1927 sin systerson Marion Szuch (1914–2004), som hade polsk far, och som då antog efternamnet von Börtzell-Szuch. Avsikten var att namnet Börtzell skulle kunna leva vidare, när ätten utslocknat. Marion von Börtzell-Szuch inflyttade efter andra världskriget med sin familj till Sverige, där hans efterkommande är bosatta.

## Medlemmar av ätten
- Johan Abraham Börtzell (1763–1850), statssekreterare och tulldirektör
- Algernon Börtzell (1840–1918), ingenjör, kommunalpolitiker, översättare, kartograf och hovintendent